# 日本レクリエーション協会
公益財団法人日本レクリエーション協会（にほんレクリエーションきょうかい、英：National Recreation Association of Japan、略称：NRAJ）は、東京都台東区台東に本部を置く、日本の公益財団法人。

## 概要
レクリエーション活動を推進する公益財団法人たる団体である。

## 沿革
- 1938年（昭和12年）
  - 2月[1] - 厚生評議会を設立。
  - 4月28日[1] - 歓喜力行団を模範とした日本厚生協会が設立[4]。
- 1946年（昭和21年）9月[1] - 日本厚生協会を日本厚生運動連合に改める（翌年解消）。
- 1947年（昭和22年）10月27日[1] - 任意団体として、日本レクリエーション協議会発足。
- 1948年（昭和23年）3月9日[1] - 財団法人化に伴い、財団法人日本レクリエーション協会に改称。
- 1951年（昭和26年） - レクリエーション指導者（現在の公認指導者）検定制度発足。
- 1953年（昭和28年）
  - (日付不明) - 本部を、文部省運動厚生課内から中央区京橋の日本オリンピック会館に移転[2] 。
  - 7月28日[1] - 本部を、中央区京橋から千代田区神田一ツ橋（現・一ツ橋二丁目）の国民体育館に移転[2] 。
- 1955年（昭和30年）9月7日[1] - 本部を、千代田区神田一ツ橋から同区丸の内の日本交通公社本社内に移転。
- 1957年（昭和32年）8月23日[1] - 本部を、千代田区丸の内から東京都教育庁体育課内に移転。
- 1958年（昭和33年）6月24日[1] - 本部を、東京都教育庁体育課内から千代田区丸の内の交通道徳協会内に移転。
- 1962年（昭和37年）6月19日[1] - 本部を、千代田区丸の内から千代田区神田錦町の神田美土代町天理教館ビルに移転。
- 1966年（昭和41年）3月27日[2] -  本部を、千代田区神田錦町から渋谷区神南の岸記念体育会館に移転。
- 1991年（平成3年）2月 - 本部を渋谷区神南から同区千駄ヶ谷に移転[2]。
- 1992年（平成4年） - 公認指導者制度を全面改訂し、6つの資格制度を開始。
- 1994年（平成6年）7月2日 - 本部を渋谷区千駄ヶ谷から千代田区三崎町（現・神田三崎町）に移転[2]。
- 2011年（平成23年）4月1日 - 公益財団法人として登記[5]、公益財団法人日本レクリエーション協会に改組。
- 2016年（平成28年）8月31日 - 本部を東京都千代田区三崎町（現・神田三崎町）から台東区台東へ移転。
- 2017年（平成29年） - スポーツ・レクリエーション指導者制度を導入。
- 2018年（平成30年） - レクリエーション・インストラクターにスキルアップ制度を導入。

## 協会による人材養成
- KOKOプロ365　～『心の元気づくり』365プロジェクトは、毎日どこかで人々の心を元気にします！～ - 公認資格を有するベテラン講師を無料で派遣するキャンペーン企画を実施している。
- レクリエーション・サポーター - 短い研修で基礎を学び、日本レクリエーション協会に登録すると、さまざまなレク活動や用具・書籍、研修会等の情報が届く。
- 元気アップ・プログラム - 誰もが楽しく夢中になり、心も体も元気になるプログラム。スポーツ庁が推進する「スポーツ実施率の向上」への貢献が期待されている。
- 教員免許更新講習 - 平成26年度から令和3年度まで、選択領域（6時間1科目と12時間1科目）を実施。受講者で、レクリエーション・インストラクター未取得者には、受講科目ごとにインストラクター科目の一部がそれぞれ免除となることが示された、インストラクター講習受講者手帳が配布された他、公認指導者に対しては、12時間科目を受講した場合に、学校レクリエーション・サポーターが認定された。
- トリム運動

## 協会事業
- 全国レクリエーション大会 - 昭和22年に石川県で開催された第1回大会から、平成31年時点で73回開催（令和2年と令和3年は開催中止。令和2年開催予定だった分は令和4年に第76回大会として実施され、第74回及び第75回大会は欠番となった）され、日本で唯一開催される、レクリエーションの全国大会。
- チャレンジ・ザ・ゲーム - 平成元年に日本レクリエーション協会が考案し、以降、全国各地で幅広い年齢層に親しまれているスポーツ・レクリエーション。技術や体力、勝敗を競うのではなく、グループでの交流を楽しみながら記録に挑戦する。
- あそびの日
- おうちで60秒チャレンジ

## 加盟団体
- 日本レクリエーション協会／関係団体のご紹介とリンクより［2020年6月30日現在］

### 種目団体
加盟|種目団体より。
- 公益社団法人日本一輪車協会
- 一般社団法人日本インディアカ協会
- 一般社団法人日本ウオーキング協会
- 日本エスキーテニス連盟
- 一般社団法人日本オートキャンプ協会
- 一般社団法人日本カバディ協会
- 公益社団法人日本キャンプ協会
- 一般社団法人日本キンボールスポーツ連盟
- 一般社団法人日本クリケット協会
- 認定特定非営利活動法人日本車椅子レクダンス協会
- 公益財団法人日本ゲートボール連合
- 一般社団法人日本コーフボール協会
- 公益社団法人日本3B体操協会
- 一般社団法人日本水中スポーツ連盟
- 日本スケートフォークダンス協会
- 公益社団法人日本スポーツチャンバラ協会
- 一般社団法人日本スポーツウエルネス吹矢協会
- 一般社団法人日本ターゲット・バードゴルフ協会
- 公益社団法人日本ダーツ協会
- 一般社団法人ジャパンタッチ協会
- 一般財団法人日本ジャンプロープ連合
- 日本チュックボール協会

- 公益財団法人日本釣振興会
- 日本ディスクゴルフ協会
- 特定非営利活動法人日本ティーボール協会
- 一般財団法人日本ドッジボール協会
- 公益社団法人日本シェアリングネイチャー協会
- 一般社団法人日本パドルテニス協会
- 公益社団法人日本ビリヤード協会
- 日本ブーメラン協会
- 公益社団法人日本フォークダンス連盟
- 一般社団法人日本フライングディスク協会
- 日本フリーテニス連盟
- 公益社団法人日本ペタンク・ブール連盟
- 公益財団法人日本ボールルームダンス連盟
- 日本マウンテンバイク協会
- 一般財団法人日本マレットゴルフ協会
- 一般社団法人日本ユニカール協会
- 日本レクリエーション卓球連盟
- 認定特定非営利活動法人ローンボウルズ日本

### 協力団体
- 一般財団法人休暇村協会
- 一般社団法人全国森林レクリエーション協会
- 一般社団法人日本市民スポーツ連盟
- 特定非営利活動法人日本ワールドゲームズ協会
- 公益財団法人日本健康スポーツ連盟
- 公益財団法人日本スポーツクラブ協会
- 公益財団法人日本YMCA同盟
- 公益社団法人全国子ども会連合会
- 公益社団法人日本青伸会
- 日本レジャースポーツ振興協会
- 全国福祉レクリエーション・ネットワーク
- 全国レク・コーディネーター・ネットワーク
- 日本余暇会

### 都道府県レク協会
北海道レクリエーション協会など、47都道府県に各レクリエーション協会が組織されている。

### 市区町村レク協会
旭川レクリエーション協会など、約550市区町村に各レクリエーション協会が組織されている。

## 公認指導者資格
日本レクリエーション協会では、2022年現在は、次の公認指導者資格を認定している（括弧内の2文字のアルファベットは略称）。
- レクリエーション・インストラクター（RI）
  - 準中級レクリエーション・インストラクター（レクリエーション・インストラクター認定から複数回の更新がある者に対して、原則、平成30年度以降の更新時に自動的に認定）
  - 中級レクリエーション・インストラクター（令和2年度より、準中級レクリエーション・インストラクター認定者として1回以上更新した希望者に対して審査を行い、合格者に対して認定）
  - 準上級レクリエーション・インストラクター（令和4年度より、中級レクリエーション・インストラクター認定者として1回以上更新し、条件を満たした希望者を対象に審査を行い、合格者に対して認定）
  - 上級レクリエーション・インストラクター（令和8年度より、準上級レクリエーション・インストラクター認定者として2回以上更新し、条件を満たした希望者を対象に審査を行い、認定を開始予定。ただし、令和2年度以前に特例や都道府県レク協推薦で準上級が認定され、2回以上更新されていた者については、令和6年度より審査及び認定がされる）
- レクリエーション・コーディネーター（RC）
- 福祉レクリエーション・ワーカー（RW）
- 余暇開発士（YK、平成29年以降新規認定を停止）
- スポーツ・レクリエーション指導者（SR）

上記公認指導者資格認定者（日本レクリエーション協会では、「公認指導者」と呼称）は、居住地や勤務先などの自身で指定した都道府県レクリエーション協会にも所属することになっており、資格証にも所属する協会の都道府県名が記載される。
レクリエーション・インストラクター（RI）については、平成30年よりスキルアップ制度の導入に伴い、年次進行で上位の認定を行うことになった。
なお、レクリエーション・インストラクター、余暇開発士、スポーツ・レクリエーション指導者は基礎資格、レクリエーション・コーディネーター及び福祉レクリエーション・ワーカーは、レクリエーション・インストラクターの上位資格とされている。

## レクリエーション・サポーター及び元気アップ・リーダー制度
一定の講習などを受けることで、レクリエーション・サポーター及び元気アップ・リーダーを得ることができる。講習によっては、レクリエーション・インストラクター資格に必要な科目の一部に充当できる場合がある。

### レクリエーション・サポーター
2022年現在。
- 学校レクリエーション・サポーター
- 介護レクリエーション・サポーター
- グループレクリエーション・サポーター

があり、有資格者のサイトの一部が利用できる他、サポーターの認定証がデジタル表示ができる。

### 元気アップ・リーダー制度
2022年現在。
- チャレンジ・ザ・ゲーム
- スポーツテンカ
- ラダーゲッター
- マンカラ
- ニチレクボール（令和7年度より追加予定）